# Ngột Lương Hợp Thai
Uriyangqatai (chữ Mông Cổ: ᠤᠷᠢᠶᠠᠩᠬᠠᠳᠠᠢ, Урианхайдай, 1200-1271), còn được chép trong sử liệu chữ Hán với phiên âm Hán-Việt gồm Ngột Lương Hợp Thai, Ngột Lương Hợp Đài, Ngột Lương Cáp Thai, Ngột Lương Cáp Đải, Ô Đặc Lý Cáp Đạt, Ngột Lương Hợp Đải, Cốt Đãi Ngột Lang,, là một chỉ huy quân sự kiệt xuất của quân đội nhà Mông-Nguyên và là tướng chỉ huy quân Mông Cổ xâm lược Đại Việt lần thứ nhất vào năm 1258.

## Gia đình
Cha của Ngột Lương Hợp Thai là danh tướng Tốc Bất Đài (Subotai), một trong "Tứ dũng" của Thành Cát Tư Hãn.
A Truật, con của Ngột Lương Hợp Thai, là nguyên soái chỉ huy cuộc tấn công tiêu diệt Nam Tống, là người cầm 7 vạn quân trực tiếp tiến chiếm thành Tương Dương.

## Thành công chiến trận
Ngột Lương Hợp Thai từng tham gia đánh nước Kim của người Nữ Chân ở miền Liêu Đông; tấn công Đức và Ba Lan dưới cờ của Bạt Đô (sau này là hãn của Hãn quốc Kim Trướng) cũng như nhận lệnh tấn công đế quốc Ả Rập cùng Húc Liệt Ngột (em của hãn Mông Cổ là Mông Kha). Sau này Húc Liệt Ngột là hãn của Hãn quốc Y Nhi (hãn quốc này bao gồm Iran và Iraq hiện nay). Nhưng sau đó, Ngột Lương Hợp Thai nhận lệnh mới và không ở trong đội quân đi đánh Baghdad.
Từ năm 1252, Ngột Lương Hợp Thai và Hốt Tất Liệt đánh Đại Lý, chiếm được kinh đô năm 1253, trước khi Ngột Lương Hợp Thai trở thành tổng chỉ huy. Khi Hốt Tất Liệt được trọng trách khác. Năm 1254, Ngột Lương Hợp Thai tiến chiếm thành công nước Đại Lý - quốc gia của người Thoán Bặc (người Di ở Vân Nam) - và bắt sống vua Đại Lý là Đoàn Hưng Trí.
Khoảng đầu thập niên 1260, Ngột Lương Hợp Thai theo Hốt Tất Liệt tham gia cuộc nội chiến chống lại A Lý Bất Ca

## Xâm lăng Đại Việt
Sau khi những biện pháp dụ dỗ và đe dọa đối với nhà Trần không thành công, Ngột Lương Hợp Thai quyết định tấn công Đại Việt vào tháng 12 năm Đinh Tỵ (tức tháng 1 năm 1258). Quân của Ngột Lương Hợp Thai có ít nhất là hơn 3 vạn người trong đó 2 vạn là quân của Đoàn Hưng Trí đi đường từ Vân Nam dọc theo sông Hồng vào Đại Việt.
Ngày 12 tháng Chạp (17 tháng 1 năm 1258), các lực lượng tiên phong của Ngột Lương Hợp Thai do A Truật và Cacakdu chỉ huy đến Bình Lệ Nguyên và giao chiến với quân Đại Việt do đích thân vua Trần Thái Tông chỉ huy, khiến quân Trần không thể kháng cự. Tuy nhiên, kế hoạch bắt sống vua Trần và đánh tan quân Đại Việt chỉ trong 1 trận đánh của Ngột Lương Hợp Thai thất bại do quân Trần đã rút lui nhanh chóng để tránh khí thế của quân Mông Cổ. Sau đó, Ngột Lương Hợp Thai tiếp tục tấn công ồ ạt, khiến quân Đại Việt phải bỏ kinh đô Thăng Long. Thiếu lương thực, khí hậu bất lợi, sự kháng cự của quân Đại Việt đã khiến quân của Ngột Lương Hợp Thai  gặp nhiều khó khăn. Chỉ 12 ngày sau trận giao chiến đầu tiên, tức ngày 29 tháng 1 năm 1258, quân Đại Việt đã phản công, đánh bật quân của Ngột Lương Hợp Thai khỏi Thăng Long. Ngột Lương Hợp Thai quyết định rút quân về Vân Nam. Giữa đường bị lực lượng của Hà Bổng tập kích gây tổn thất nặng.
Sau khi thoát về Vân Nam, Ngột Lương Hợp Thai được lệnh hội sư công Tống, nhưng bị tước giải binh quyền không lâu sau đó. Quyền chỉ huy được giao lại cho con trai của Ngột Lương Hợp Thai là A Truật.

## Sự xuất hiện trong Hịch tướng sĩ văn
Mặc dù Ngột Lương Hợp Thai từng là kẻ thù của Đại Việt, Hưng Đạo vương Trần Quốc Tuấn trong Hịch tướng sĩ vẫn ghi nhận những phẩm chất lãnh đạo của Ngột Lương Hợp Thai.
| “                | ...Vương Công Kiên là người như thế nào ?... mà giữ thành Điếu Ngư nhỏ như cái đấu, chống quân Mông Kha đông hàng trăm vạn, khiến cho sinh linh bên Tống, đến nay còn đội ơn sâu. Cốt Đãi Ngột Lang là người như thế nào? Tỳ tướng của ông ta là Xích Tu Tư lại là người thế nào ? Mà xông vào lam chướng trên đường muôn dặm, đánh quân Nam Chiếu trong khoảng vài tuần, khiến cho quân trưởng người Thát đến nay vẫn còn lưu tiếng tốt!.[11] Các ngươi... không có mặc thì ta cho áo, không có ăn thì ta cho cơm,... lúc trận mạc thì cùng nhau sống chết, lúc ở nhà thì cùng nhau vui cười, so với Công Kiên đãi kẻ tỳ tướng, Ngột Lang đãi người phụ tá, nào có kém gì? | ” |
| — Hưng Đạo Vương | |   |